# Anvil Engine
Anvil (развојни пројекат Scimitar пре 2006. године) је покретач игре направљен 2007. године од стране Ubisoft Montreal програмера видео игара за коришћење на Windows, PlayStation 3, Xbox 360, Wii U, PlayStation Vita, Xbox One, и PlayStation 4.

## Технологија
Покретач је углавном написан у C++. У то време Ubisoft покушава да убаци C# да се обезбеди побољшање свестраности.
Claude Langlais (технички директор Ubisoft Montreal) каже да је моделирање урађено у 3ds Max за окружење и у ZBrush за карактере. Покретач користи Autodesk HumanIK посредника да правилно позиционира руке лика и стопала у пењању и гурању анимације у "run-time"-у. Anvil је био побољшан за Assassin's Creed II. Елементи који се додају укључују пуни дневни циклус (дан-ноћ), побољшане дистанце, такође и технологију вегетације  која се користи у Far Cry 2, побољшано осветљење, рефлекцију и специјалне ефекте, нови систем тканина и нови AI и NPC навигациони систем. Assassin's Creed: Lineage кратки филмови направљени од стране Hybride Technologies (касније продукција VFX узета од стране Ubisoft-а) и Ubisoft Digital Arts користе додатке Anvil-а да ре-креирају окружење у коме се снимају живи глумци.
Најновија верзија мотора се зове AnvilNext, који је развијен за Assassin's Creed III и шире карактерише велики број побољшања. Прво, AnvilNext додаје подршку за нови временски систем, који омогућава специфичне поставке временског као и аутоматсог мењања режима као што се види у Assassin's Creed IV. Друго, рендеринг је "преписан" за већу ефикасност и за подршку додатне технике касније обраде, омогућавајући до 3.000 не-играјућих карактера који се налазе у реалном времену (у односу на неколико стотина у претходном Anvil покретачу). Коначно, AnvilNext додаје технологију од Far Cry 4 да подржи више динамички "sandbox" окружење и нову технологију вода, где би се свет мењао током времена игре у зависности од играчевих акција и напредовања. То значи да непријатељса насеља на копну и на мору могу појавити / нестати у зависности од догађаја у самој игри, а ефекат воде се може променити у складу са тим. Што је још важније, AnvilNext почевши од Assassin's Creed Unity је способан за генерисање структура на флексибилан и аутоматским начин пратећи посебна правила дизајна и шаблона, што смањује количину времена и напора неопходног за уметнике и дизајнере да се створи компликовано урбано окружење. Специфичне знаменитости, као што је Notre Dame de Paris, још увек је дизајниран руком, али сада је могла бити донета на готово 1:1 односу према свом стварном животном-реалном изгледу/величини. AnvilNext такође има побољшани AI систем за не-игране карактере.

## Карактеристике
Покретач је добио низ значајних унапређења, укључујући претходно спремљено глобално осветљење, рефлексију мапирања, волуметријску маглу, динамично време, и динамично лишће да наведемо само неколико примера. За Unity је била слична надоградња, напредна контролна механика са Physically Based Rendering (PBR) који је био "stand-out" додатак, омогућавајући материјалима, објекатима и површинама да изгледају и реагује реалније са осветљењем, сенчењем и сенкама. Осим тога, систем глобалног осветљења је сада реалнији са додатком волуметријске технологије, физика лед објеката реагују реалније, и тканина се понаша на реалистичнији начин на протагонисте, у окружењу, као и на другим ликовима. Свет сада подржава веће копнене објекте, више објеката, веће зграде, изградњу ентеријера којима се може приступити без оптерећења екрана, као и многе друге додатке који побољшавају визуелно уверљивије играње.

## Игре које користе Anvil покретач

### Anvil (кодног имена Scimitar)
- Assassin's Creed (2007)
- Prince of Persia (2008)
- Shaun White Snowboarding (2008)

### Anvil
- Assassin's Creed II (2009)
- Prince of Persia: The Forgotten Sands (2010)[7]
- Assassin's Creed: Brotherhood (2010)
- Assassin's Creed: Revelations (2011)
- Hyperscape (2020)

### AnvilNext
- Assassin's Creed III (2012)[8]
- Assassin's Creed III: Liberation (2012)
- Assassin's Creed IV: Black Flag (2013)
- Assassin's Creed Rogue (2014)

### AnvilNext 2.0
- Assassin's Creed Unity (2014)
- Assassin's Creed Syndicate (2015)
- Tom Clancy's Rainbow Six: Siege (2015)
- Tom Clancy's Ghost Recon Wildlands (2016)
- For Honor (2016)